# Luigi Radice
Luigi Radice (15. leden 1935, Cesano Maderno, Italské království – 7. prosinec 2018 Monza, Itálie) byl italský fotbalový obránce a trenér.

## Fotbalová kariéra
Pro Luigiho bylo fotbalová kariéra velice krátká. Byl odchovancem Milána a od roku 1955 za něj hrál. Celkem odehrál osm sezon za Rossoneri a získal s nimi tři tituly v lize (1956/57, 1958/59 a 1961/62) a také vyhrál pohár PMEZ 1962/63. Fotbal musel zanechat v roce 1965, po dvouletém zranění kolene.
Za Italská fotbalová reprezentace|reprezentaci odehrál pět utkání a zúčastnil se MS 1962, kde odehrál dva zápasy.

## Hráčská statistika
| Sezóna  | Klub      | Liga    | Liga   | Liga | Ligové poháry | Ligové poháry | Ligové poháry | Kontinentální poháry | Kontinentální poháry | Kontinentální poháry | Celkem | Celkem |
| Sezóna  | Klub      | Soutěž  | Zápasy | Góly | Soutěž        | Zápasy        | Góly          | Soutěž               | Zápasy               | Góly                 | Zápasy | Góly   |
| ------- | --------- | ------- | ------ | ---- | ------------- | ------------- | ------------- | -------------------- | -------------------- | -------------------- | ------ | ------ |
| 1955/56 | Milán     | Serie A | 8      | 0    | -             | 0             | 0             | PMEZ                 | 1                    | 0                    | 6      | 0      |
| 1956/57 | Milán     | Serie A | 1      | 0    | -             | 0             | 0             | -                    | 0                    | 0                    | 1      | 0      |
| 1957/58 | Milán     | Serie A | 9      | 0    | IP            | 1             | 0             | PMEZ                 | 4                    | 0                    | 14     | 0      |
| 1958/59 | Milán     | Serie A | 2      | 0    | IP            | 1             | 0             | -                    | 0                    | 0                    | 3      | 0      |
| 1959/60 | Triestina | Serie B | 31     | 0    | IP            | 0             | 0             | -                    | 0                    | 0                    | 31     | 0      |
| 1960    | Milán     | Serie A | 2      | 0    | IP            | 0             | 0             | -                    | 0                    | 0                    | 2      | 0      |
| 1960/61 | Padova    | Serie A | 24     | 0    | IP            | 1             | 0             | -                    | 0                    | 0                    | 25     | 0      |
| 1961/62 | Milán     | Serie A | 28     | 1    | -             | 0             | 0             | Vel.P                | 1                    | 0                    | 29     | 1      |
| 1962/63 | Milán     | Serie A | 23     | 0    | IP            | 1             | 0             | PMEZ                 | 5                    | 0                    | 29     | 0      |
| 1963/64 | Milán     | Serie A | 0      | 0    | IP            | 0             | 0             | PMEZ+Int.P           | 0+0                  | 0                    | 0      | 0      |
| 1964/65 | Milán     | Serie A | 2      | 0    | IP            | 1             | 0             | Vel.P                | 0                    | 0                    | 3      | 0      |
| Celkem  | Celkem    | Celkem  | 130    | 1    | -             | 7             | 0             | -                    | 11                   | 0                    | 148    | 1      |

## Hráčské úspěchy

### Klubové
- 3× vítěz italské ligy (1956/57, 1958/59, 1961/62)
- 1× vítěz poháru PMEZ (1962/63)

### Reprezentační
- 1× na MS (1962)

## Trenérská kariéra
První trenérské angažmá získal již v roce 1966 v třetiligovém klubu Monza. Hned v první sezoně získal prvenství a slavil postup o ligu výš. Jenž v následující sezoně jej klub v únoru propustil. Do Monzy se ale ještě dvakrát vrátil a trénoval ji v letech 1969–1971 a 1997. První angažmá v nejvyšší lize měl ve Fiorentině v sezoně 1973/74. Po jedné sezoně odešel do Cagliari, kde působil půl sezony 1974/75.
Nejlepší období trenérské kariéry bylo v Turíně, kde v první sezoně 1975/76 získal svůj jediný trenérský titul. Poté ještě s býky bral 2. a 3. místo v následujících dvou sezonách v řadě. Byl u autonehody s bývalým fotbalistou Barisonem (ten zahynul). V roce 1980 jej propustili za špatné výsledky.
Poté prošel kluby Boloně, Milánem, Barim i
Interem, aby se opět vrátil v roce 1984 do Turína, kde v první sezoně 1984/85 obsadil 2. místo v lize. V roce 1988 jej opět za špatné výsledky propustili. Potom se stal trenérem Říma, opět Boloně a Fiorentiny a naposled se v nejvyšší lize ukázal v Cagliari v roce 1993 na jedno utkání. Trenérskou kariéru zakončil tam kde začal a to v Monze v roce 1997.
Zemřel 7. prosince 2018. O dva dny později při utkání AC Milán s Turínem uctili památku.

## Trenérská statistika
| Sezóna  | Klub       | Liga     | Liga   | Liga  | Liga   | Liga   | Liga                                 | Ligové poháry | Ligové poháry | Ligové poháry | Ligové poháry | Ligové poháry | Ligové poháry    | Kontinentální poháry | Kontinentální poháry | Kontinentální poháry | Kontinentální poháry | Kontinentální poháry | Kontinentální poháry | Celkem | Celkem | Celkem | Celkem |
| Sezóna  | Klub       | Soutěž   | Zápasy | Výhry | Remízy | Prohry | Umístění                             | Soutěž        | Zápasy        | Výhry         | Remízy        | Prohry        | Úspěch           | Soutěž               | Zápasy               | Výhry                | Remízy               | Prohry               | Úspěch               | Zápasy | Výhry  | Remízy | Prohry |
| ------- | ---------- | -------- | ------ | ----- | ------ | ------ | ------------------------------------ | ------------- | ------------- | ------------- | ------------- | ------------- | ---------------- | -------------------- | -------------------- | -------------------- | -------------------- | -------------------- | -------------------- | ------ | ------ | ------ | ------ |
| 1966/67 | Monza      | Serie C  | 35     | 21    | 10     | 4      | 1. místo (postup)                    | -             | 0             | 0             | 0             | 0             | -                | -                    | 0                    | 0                    | 0                    | 0                    | -                    | 35     | 21     | 10     | 4      |
| 1967/68 | Monza      | Serie B  | 25     | 6     | 14     | 5      | propuštěn v úno.                     | IP            | 2             | 1             | 0             | 1             | -                | -                    | 0                    | 0                    | 0                    | 0                    | -                    | 27     | 7      | 14     | 6      |
| 1968/69 | Treviso    | Serie C  | 38     | 14    | 18     | 6      | 4. místo                             | -             | 0             | 0             | 0             | 0             | -                | -                    | 0                    | 0                    | 0                    | 0                    | -                    | 38     | 14     | 18     | 6      |
| 1969/70 | Monza      | Serie B  | 38     | 15    | 15     | 8      | 5. místo                             | IP            | 3             | 1             | 2             | 0             | -                | -                    | 0                    | 0                    | 0                    | 0                    | -                    | 41     | 16     | 17     | 8      |
| 1970/71 | Monza      | Serie B  | 38     | 9     | 17     | 12     | 15. místo                            | IP            | 7             | 1             | 4             | 2             | -                | -                    | 0                    | 0                    | 0                    | 0                    | -                    | 45     | 10     | 21     | 14     |
| 1971/72 | Cesena     | Serie B  | 38     | 13    | 17     | 8      | 6. místo                             | IP            | 4             | 0             | 1             | 3             | -                | -                    | 0                    | 0                    | 0                    | 0                    | -                    | 42     | 13     | 18     | 11     |
| 1972/73 | Cesena     | Serie B  | 38     | 17    | 15     | 6      | 2. místo (postup)                    | IP            | 4             | 2             | 1             | 1             | -                | -                    | 0                    | 0                    | 0                    | 0                    | -                    | 42     | 19     | 16     | 7      |
| 1973/74 | Fiorentina | Serie A  | 30     | 10    | 13     | 7      | 6. místo                             | IP            | 4             | 1             | 2             | 1             | -                | UEFA                 | 2                    | 0                    | 1                    | 1                    | -                    | 36     | 11     | 16     | 19     |
| 1974/75 | Cagliari   | Serie A  | 21     | 4     | 12     | 5      | nastoupil od pro. 10. místo          | IP            | 0             | 0             | 0             | 0             | -                | -                    | 0                    | 0                    | 0                    | 0                    | -                    | 21     | 4      | 12     | 5      |
| 1975/76 | Turín      | Serie A  | 30     | 18    | 9      | 3      |                                      | IP            | 4             | 3             | 0             | 1             | -                | -                    | 0                    | 0                    | 0                    | 0                    | -                    | 34     | 21     | 9      | 4      |
| 1976/77 | Turín      | Serie A  | 30     | 21    | 8      | 1      | Stříbrná medaile                     | IP            | 4             | 2             | 1             | 1             | -                | PMEZ                 | 4                    | 1                    | 2                    | 1                    | -                    | 38     | 24     | 11     | 3      |
| 1977/78 | Turín      | Serie A  | 30     | 14    | 11     | 5      | Bronzová medaile                     | IP            | 10            | 4             | 4             | 2             | -                | UEFA                 | 6                    | 2                    | 1                    | 3                    | -                    | 46     | 20     | 16     | 10     |
| 1978/79 | Turín      | Serie A  | 30     | 11    | 14     | 5      | 5. místo                             | IP            | 4             | 2             | 0             | 2             | -                | UEFA                 | 2                    | 1                    | 0                    | 1                    | -                    | 36     | 14     | 14     | 8      |
| 1979/80 | Turín      | Serie A  | 19     | 5     | 8      | 6      | propuštěn v úno.                     | IP            | 6             | 4             | 2             | 0             | -                | UEFA                 | 2                    | 1                    | 0                    | 1                    | -                    | 27     | 10     | 10     | 7      |
| 1980/81 | Bologna    | Serie A  | 30     | 11    | 12     | 7      | 7. místo                             | IP            | 8             | 5             | 2             | 1             | semifinále       | -                    | 0                    | 0                    | 0                    | 0                    | -                    | 38     | 16     | 14     | 8      |
| 1981/82 | Milán      | Serie A  | 16     | 3     | 6      | 7      | propuštěn v led.                     | IP            | 4             | 2             | 1             | 1             | -                | Stř.P                | 3                    | 1                    | 1                    | 1                    | -                    | 23     | 6      | 8      | 9      |
| 1983    | Bari       | Serie B  | 13     | 3     | 5      | 5      | nastoupil v bře., 20. místo (sestup) | IP            | 0             | 0             | 0             | 0             | -                | -                    | 0                    | 0                    | 0                    | 0                    | -                    | 13     | 3      | 5      | 5      |
| 1983/84 | Inter      | Serie A  | 30     | 12    | 11     | 7      | 4. místo                             | IP            | 5             | 2             | 1             | 2             | -                | UEFA                 | 6                    | 2                    | 0                    | 4                    | -                    | 41     | 16     | 12     | 13     |
| 1984/85 | Turín      | Serie A  | 30     | 14    | 11     | 5      | Stříbrná medaile                     | IP            | 9             | 3             | 5             | 1             | -                | -                    | 0                    | 0                    | 0                    | 0                    | -                    | 39     | 17     | 16     | 6      |
| 1985/86 | Turín      | Serie A  | 30     | 11    | 11     | 8      | 9. místo                             | IP            | 9             | 5             | 2             | 2             | -                | UEFA                 | 4                    | 1                    | 2                    | 1                    | -                    | 43     | 17     | 15     | 11     |
| 1986/87 | Turín      | Serie A  | 30     | 8     | 10     | 12     | 11. místo                            | IP            | 7             | 2             | 4             | 1             | -                | UEFA                 | 8                    | 4                    | 3                    | 1                    | -                    | 45     | 14     | 17     | 14     |
| 1987/88 | Turín      | Serie A  | 31     | 8     | 16     | 7      | 7. místo                             | IP            | 13            | 8             | 1             | 4             | Stříbrná medaile | -                    | 0                    | 0                    | 0                    | 0                    | -                    | 44     | 16     | 17     | 11     |
| 1988    | Turín      | Serie A  | 9      | 2     | 3      | 4      | propuštěn v pro.                     | IP            | 8             | 5             | 2             | 1             | -                | -                    | 0                    | 0                    | 0                    | 0                    | -                    | 17     | 7      | 5      | 5      |
| 1989/90 | Řím        | Serie A  | 34     | 14    | 13     | 7      | 6. místo                             | IP            | 6             | 4             | 0             | 2             | -                | -                    | 0                    | 0                    | 0                    | 0                    | -                    | 40     | 18     | 13     | 9      |
| 1990/91 | Bologna    | Serie A  | 28     | 3     | 10     | 15     | nastoupil v říj. 18. místo (sestup)  | IP            | 4             | 3             | 0             | 1             | -                | UEFA                 | 6                    | 2                    | 1                    | 3                    | -                    | 38     | 8      | 11     | 19     |
| 1991/92 | Fiorentina | Serie A  | 29     | 9     | 11     | 9      | nastoupil v říj. 6. místo            | IP            | 2             | 0             | 2             | 0             | -                | -                    | 0                    | 0                    | 0                    | 0                    | -                    | 31     | 9      | 13     | 9      |
| 1992/93 | Fiorentina | Serie A  | 14     | 5     | 5      | 4      | propuštěn v led.                     | IP            | 4             | 2             | 1             | 1             | -                | -                    | 0                    | 0                    | 0                    | 0                    | -                    | 18     | 7      | 6      | 5      |
| 1993    | Cagliari   | Serie A  | 1      | 0     | 0      | 1      | propuštěn v srp.                     | IP            | 0             | 0             | 0             | 0             | -                | -                    | 0                    | 0                    | 0                    | 0                    | -                    | 1      | 0      | 0      | 1      |
| 1995/96 | Janov      | Serie B  | 23     | 8     | 6      | 9      | propuštěn v úno.                     | IP            | 2             | 1             | 0             | 1             | -                | -                    | 0                    | 0                    | 0                    | 0                    | -                    | 25     | 9      | 6      | 10     |
| 1997    | Monza      | Serie C1 | 11     | 6     | 4      | 1      | nastoupil v bře. 5. místo (postup)   | IP            | 0             | 0             | 0             | 0             | -                | -                    | 0                    | 0                    | 0                    | 0                    | -                    | 11     | 6      | 4      | 1      |
| 1997    | Monza      | Serie B  | 5      | 1     | 1      | 3      | propuštěn v zař.                     | IP            | 2             | 0             | 1             | 1             | -                | -                    | 0                    | 0                    | 0                    | 0                    | -                    | 7      | 1      | 2      | 4      |
| Celkově | Celkově    | Celkově  | 804    | 296   | 316    | 192    | -                                    | -             | 135           | 63            | 39            | 33            | -                | -                    | 43                   | 15                   | 11                   | 17                   | -                    | 982    | 374    | 366    | 242    |

## Trenérské úspěchy

### Klubové
- 1× vítěz italské ligy (1975/76)

### Individuální
- nejlepší trenér Serie A (1975/76)